# Гердутишки
Гердутишки (біл. вёска Гердуцішкі) — село в складі Молодечненського району Мінської області, Білорусь. Село підпорядковане Городоцькій сільській раді, розташоване в західній частині області.

## Iсторія
У 1921–1945 роках село, маєток i застінок знаходилось у Польщі, у Вільнюській воєводствi, Вілейського повіту, c 1927 Молодечненського повіту гміні Гарадок.

## Населення
- 1866 рік - 71 люди, 9 будинки[1]
- 1921 рік - 143 люди, 26 будинки[2].
- 1931 рік - 184 люди, 31 будинки[3].